# Ral·li Internacional de cotxes d'època Barcelona-Sitges

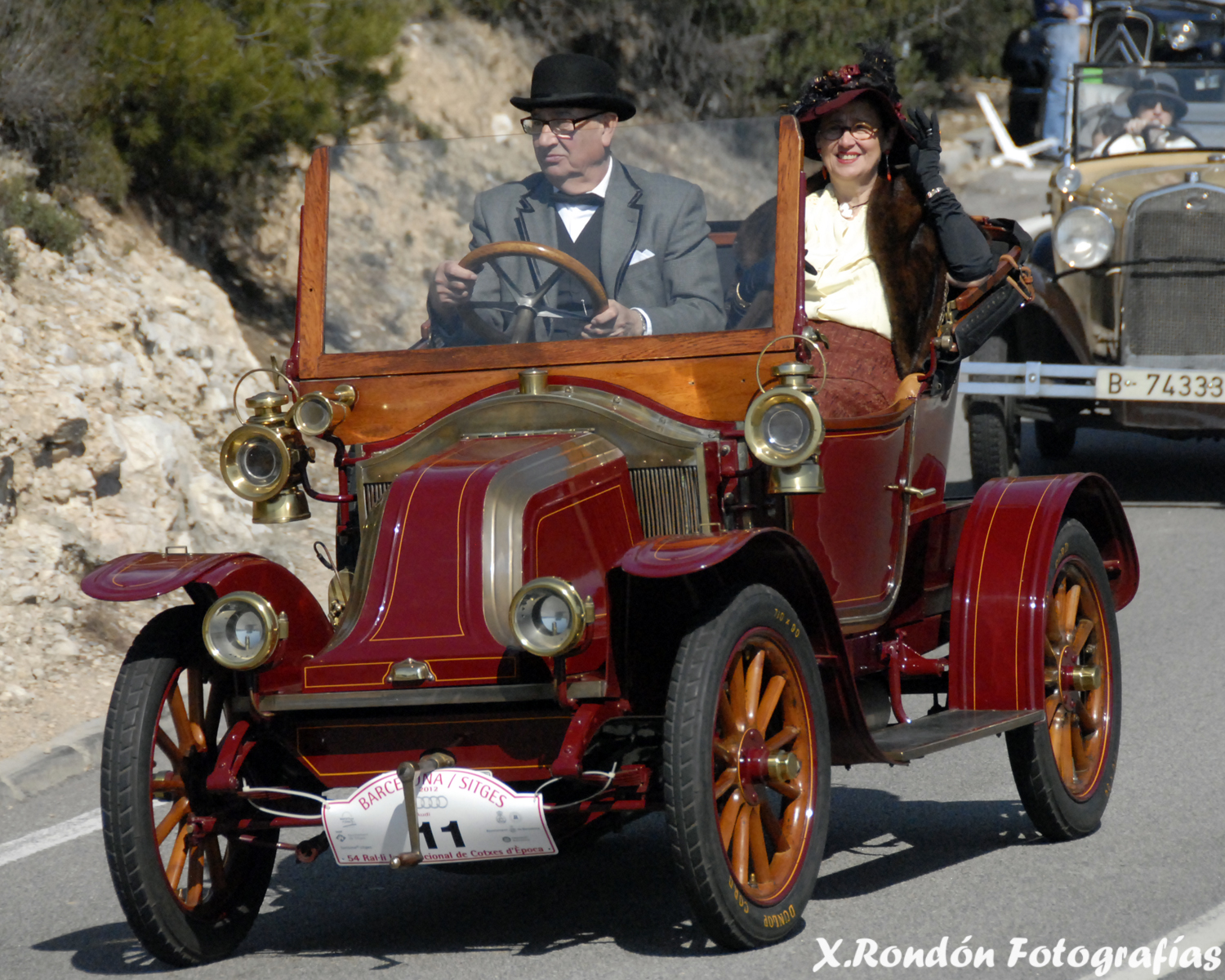
Participants a l'edició del 2012

El Ral·li internacional de cotxes d'època Barcelona-Sitges organitzat pel Foment de Sitges (antic Foment de Turisme de Sitges) ininterrompudament des de l'any 1958 permet veure peces d'autèntic museu en funcionament (anteriors al 1928) i amb els seus passatgers vestits amb la indumentària dels anys en què es va crear el vehicle.
La prova amb el pas dels anys ha anat arrelant i actualment és considerada com una de les més tradicionals a nivell europeu. Segons les fonts organitzadores seria la segona trobada més important a Europa de cotxes d'època per darrere d'un clàssic com la Londres-Brighton. Des de fa dues edicions s'ha obert a motocicletes fabricades abans del 1935.
Un dels vehicles habituals del ral·li és La Genoveva, un Renault de 1908, propietat de l'Ajuntament de Barcelona.
El recorregut té la sortida a la Plaça Sant Jaume de Barcelona i continua després per la C-245 per l'Hospitalet de Llobregat, Sant Boi de Llobregat, Viladecans, Gavà, Castelldefels i per les costes del Garraf (C-246) arriba al Port d'Aiguadolç i finalment a la platja de la Fragata de Sitges.